# Шанхайский стадион
Шанхайский стадион (кит. упр. 上海体育场, пиньинь Shànghǎi Tǐyùchǎng) — футбольный стадион в городе Шанхай, Китай. Открыт в 1997 году, после проведения реконструкции в 2006—2008 годов, стал одной из арен летних Олимпийских игр 2008 года. Стадион вмещает 80 000 зрителей, ограничение на футбольные матчи 65 000 зрителей. Является одним из самых больших стадионов в мире. В 2009—2019 годах принимал домашние матчи команды «Шанхай СИПГ». С 2023 года является домашним стадионом для команды «Шанхай Шэньхуа».
8 августа 2015 года на стадионе состоялся матч за Суперкубок Италии между «Ювентусом» и «Лацио».